# EHC 80 Nürnberg
Der EHC 80 Nürnberg ist ein Nürnberger Eishockeyverein. Die Profimannschaft des Vereins wurde 1995, ein Jahr nach der Gründung der Deutschen Eishockey Liga, in die Nürnberg Ice Tigers GmbH ausgelagert, als deren Stammverein der EHC seitdem – mit Ausnahme der Saison 2008/09 – fungiert.

## Geschichte

### EHC 80 Nürnberg (1980–1995)
Gegründet wurde der EHC 80 Nürnberg am 9. September 1980 in der Gaststätte des Linde-Stadions als Nachfolgeverein der SG Nürnberg. Gründungsmitglieder waren ehemalige Funktionsträger der SGN. Die wichtigsten Ziele sollten eine gute Jugendarbeit und gutes Wirtschaften im Seniorenbereich sein.
Das erste Spiel der Geschichte absolvierte der EHC am 17. Oktober 1980 gegen den ERV Schweinfurt, welches mit 7:4 vor 500 Zuschauern gewonnen werden konnte. Am Ende der Saison siegte der EHC 80 im Landesliga-Finale gegen den TSV Erding und feierte den Aufstieg aus der Landesliga in die Bayerische Eishockey-Liga.
Im Jahr 1982 erreichte die erste Mannschaft den Aufstieg aus der Bayernliga in die Regionalliga Süd, ein Jahr später stieg sie aus der Regionalliga in die Oberliga-Süd auf. In den folgenden drei Spielzeiten war der EHC 80 eines der herausragenden Teams dieser Spielklasse und gewann zweimal die Süd-Staffel sowie während der  Spielzeit 1985/86 den Titel des gesamtdeutschen Oberligameisters.
In der 1986/87 folgte der Aufstieg aus der Oberliga-Süd in die 2. Bundesliga. Auch in der zweiten Spielklasse konnte sich der EHC 80 schnell etablieren und gehörte Anfang der 1990er Jahre zu den dominierenden Mannschaften, scheiterte aber mehrfach am Aufstieg in die Bundesliga. Mit der Gründung der DEL und der damit verbundenen Neueinteilung der Ligen bekam der Verein die Chance, wirtschaftlich aufzusteigen und nutzte diese Möglichkeit. Nach der ersten Spielzeit der Deutschen Eishockey Liga, der Saison 1994/95, wurde die Profimannschaft aus dem Verein in eine eigenständige Spielbetriebs GmbH, die Nürnberg Ice Tigers GmbH, ausgelagert.
| Saisondaten 1980 bis 1995 | Saisondaten 1980 bis 1995 | Saisondaten 1980 bis 1995 | Saisondaten 1980 bis 1995 | Saisondaten 1980 bis 1995 | Saisondaten 1980 bis 1995 | Saisondaten 1980 bis 1995 | Saisondaten 1980 bis 1995 | Saisondaten 1980 bis 1995 |
| Saison                    | Verein                    | Liga                      | Klasse                    | Gruppe                    | Platzierung               | PO                        | PD                        | Endplatzierung            |
| ------------------------- | ------------------------- | ------------------------- | ------------------------- | ------------------------- | ------------------------- | ------------------------- | ------------------------- | ------------------------- |
| 1980/81                   | EHC 80                    | Landesliga                | V I                       | Nord                      | Meister                   | BLL                       |                           | Meister ↑                 |
| 1981/82                   | EHC 80                    | Bayernliga                | V                         | –                         |                           |                           |                           | 4. Platz ↑                |
| 1982/83                   | EHC 80                    | Regionalliga              | I V                       | Süd                       | 1. Platz                  | X                         |                           | Halbfinale ↑              |
| 1983/84                   | EHC 80                    | Oberliga                  | I I I                     | Süd                       | 12. Platz                 |                           | X                         | 2. Gruppe A               |
| 1984/85                   | EHC 80                    | Oberliga                  | I I I                     | Süd                       | Meister                   | OL                        |                           | Vizemeister               |
| 1985/86                   | EHC 80                    | Oberliga                  | I I I                     | Süd                       | Meister                   | OL                        |                           | Meister                   |
| 1986/87                   | EHC 80                    | Oberliga                  | I I I                     | Süd                       | 3. Platz                  | 2. BL                     |                           | 4. Gruppe A ↑             |
| 1987/88                   | EHC 80                    | 2. Bundesliga             | I I                       | Süd                       | 10. Platz                 |                           | X                         | 1. Gruppe B               |
| 1988/89                   | EHC 80                    | 2. Bundesliga             | I I                       | Süd                       | 3. Platz                  | 1. BL                     |                           | 8. Platz                  |
| 1989/90                   | EHC 80                    | 2. Bundesliga             | I I                       | Süd                       | Vizemeister               | 1. BL                     |                           | 6. Platz                  |
| 1990/91                   | EHC 80                    | 2. Bundesliga             | I I                       | Süd                       | Meister                   | 2. BL                     |                           | 4. Platz                  |
| 1991/92                   | EHC 80                    | 2. Bundesliga             | I I                       | Süd                       | 3. Platz                  | 2. BL                     |                           | 3. Platz                  |
| 1992/93                   | EHC 80                    | 2. Bundesliga             | I I                       | –                         | 3. Platz                  | X                         |                           | Halbfinale                |
| 1993/94                   | EHC 80                    | 2. Bundesliga             | I I                       | –                         | 3. Platz                  | X                         |                           | Halbfinale ↑              |
| 1994/95                   | EHC 80                    | DEL                       | I                         | –                         | 12. Platz                 | X                         |                           | Achtelfinale              |

Quelle: passionhockey.com,  Quelle: rodi-db.de Auf-/Abstieg ↑ ↓

### EHC 80 Nürnberg Amateure (1995–2017)
Während die Profimannschaft in den folgenden Jahren unter anderem das Play-off-Finale um die deutsche Meisterschaft erreichten, betrieb der EHC 80 Nürnberg die Nachwuchsarbeit. Der Seniorenmannschaft (Amateure) gelang es 2006/07 – nach mehrjährigen Anläufen – als Landesligameister der erneute Aufstieg in die Bayerische Eishockey-Liga, nachdem die Mannschaft die Vorrunde der Landesliga Gruppe Nord auf Platz drei hinter dem Selb und Hassfurt beendete. In der Saison 2007/08 zog der EHC als Fünfter in die Playoffs ein und unterlag dort dem EC Pfaffenhofen mit 2:3 Spielen. Einer der Leistungsträger des Teams in der Saison 2007/08 war der ehemalige DEL-Spieler Martin Jiranek, der sich im dritten Spiel in Pfaffenhofen allerdings den Kiefer doppelt brach.
Am 16. Juni 2008 gab die Nürnberg Ice Tigers GmbH bekannt, sich von dem EHC 80 Nürnberg als Stammverein zu trennen. Neuer Partner wurde der Höchstadter Eishockey Club 93.
Nachdem die Ice Tigers im Sommer 2009 am Rande einer Insolvenz standen und den Besitzer wechselten, wurde am 4. Juni 2009 die erneute Zusammenarbeit mit dem EHC 80 Nürnberg bekanntgegeben.
In der Saison 2008/09 gelang der Mannschaft in den Playdowns mit Platz 14 der sportliche Klassenerhalt in der Bayernliga. Nach dem Meldeschluss im Juli 2009 stand jedoch durch den Abstieg des TEV Miesbach fest, dass die Mannschaft als 17. und damit überzählige Mannschaft in die Eishockey-Landesliga Bayern abzusteigen hat. In der Spielzeit 2009/10 trat die Mannschaft des EHC in der Landesliga Nord an, wo sie in der Aufstiegsrunde den dritten Platz belegte und mit nur einem Punkt Rückstand knapp den direkten Wiederaufstieg verpasste. Nach der Spielzeit 2010/11 gelang der Mannschaft der erneute Aufstieg in die Bayernliga. In der Saison 2012/13 und 2013/14 wurde neben der Bayernligamannschaft noch zusätzlich eine 2. Mannschaft für die Bezirksliga Nord gemeldet, welche 2014 nicht mehr gemeldet wurde.
Nach dem Ende der Saison 2014/15 wurde durch den Verein der Rückzug der sportlich erneut für die Bayernliga qualifizierten Mannschaft in eine niedrigere Liga bekanntgegeben. Mit Ablauf der Saison 2016/17 wurde das Amateurteam des EHC 80 aus dem Spielbetrieb des BEV abgemeldet.
| Saisondaten 1995 bis 2017 | Saisondaten 1995 bis 2017 | Saisondaten 1995 bis 2017 | Saisondaten 1995 bis 2017 | Saisondaten 1995 bis 2017 | Saisondaten 1995 bis 2017 | Saisondaten 1995 bis 2017 | Saisondaten 1995 bis 2017 | Saisondaten 1995 bis 2017 |
| Saison                    | Verein                    | Liga                      | Klasse                    | Gruppe                    | Platzierung               | PO                        | PD                        | Endplatzierung            |
| ------------------------- | ------------------------- | ------------------------- | ------------------------- | ------------------------- | ------------------------- | ------------------------- | ------------------------- | ------------------------- |
| 95/96-99/00               | EHC 80 Amat.              | BEV                       |                           |                           |                           |                           |                           | ↑                         |
| 2000/01                   | EHC 80 Amat.              | Landesliga                | V I                       | Nord                      | 5. Platz                  |                           | X                         | 1. Nord/West              |
| 2001/02                   | EHC 80 Amat.              | Landesliga                | V I                       | Nord                      | 4. Platz                  | BLL                       |                           | 8. Nord/Ost               |
| 2002/03                   | EHC 80 Amat.              | Landesliga                | V                         | Nord                      | Vizemeister               | BLL                       |                           | 3. Nord/Ost               |
| 2003/04                   | EHC 80 Amat.              | Landesliga                | V                         | Nord                      | 3. Platz                  | BLL                       |                           | 2. Gruppe 2               |
| 2004/05                   | EHC 80 Amat.              | Landesliga                | V                         | Nord                      | Meister                   | BLL                       |                           | 2. Gruppe 4               |
| 2005/06                   | EHC 80 Amat.              | Landesliga                | V                         | Nord                      | Vizemeister               | BLL                       |                           | Halbfinale                |
| 2006/07                   | EHC 80 Amat.              | Landesliga                | V                         | Nord                      | 3. Platz                  | BLL                       |                           | Meister ↑                 |
| 2007/08                   | EHC 80 Amat.              | Regionalliga              | I V                       | (BYL)                     | 5. Platz                  | X                         |                           | Viertelfinale             |
| 2008/09                   | EHC 80 Amat.              | Regionalliga              | I V                       | (BYL)                     | 15. Platz                 |                           | X                         | 4. Gruppe B ↓             |
| 2009/10                   | EHC 80 Amat.              | Landesliga                | V                         | Nord                      | 3. Platz                  | BLL                       |                           | 3. Gruppe A               |
| 2010/11                   | EHC 80 Amat.              | Landesliga                | V                         | Nord                      | Vizemeister               | BLL                       |                           | Meister ↑                 |
| 2011/12                   | EHC 80 Amat.              | Regionalliga              | I V                       | (BYL)                     | 15. Platz                 |                           | X                         | 4. Gruppe B               |
| 2012/13                   | EHC 80 Amat.              | Regionalliga              | I V                       | (BYL)                     | 14. Platz                 |                           | X                         | 3. Gruppe A               |
| 2013/14                   | EHC 80 Amat.              | Regionalliga              | I V                       | (BYL)                     | 14. Platz                 |                           | X                         | 3. Gruppe B               |
| 2014/15                   | EHC 80 Amat.              | Regionalliga              | I V                       | (BYL)                     | 14. Platz                 |                           | X                         | 4. Gruppe B ↓             |
| 2015/16                   | EHC 80 Amat.              | Landesliga                | V                         | Nord                      | 7. Platz                  |                           | X                         | 2. Gruppe A               |
| 2016/17                   | EHC 80 Amat.              | Landesliga                | V                         | Nord                      | 7. Platz                  |                           | X                         | Rückzug ↓                 |

Quelle: passionhockey.com,  Quelle: rodi-db.de Auf-/Abstieg ↑ ↓

### Erfolge
| EHC 80 Nürnberg (vor Nürnberg Ice Tigers): - Aufstieg in die DEL (Gründungsmitglied): 1994 - Deutscher Zweitligameister Süd: 1991 - Deutscher Zweitliga-Vizemeister Süd: 1990 - Aufstieg in die 2. Eishockey-Bundesliga: 1987 - Deutscher Oberliga-Meister: 1986 - Süddeutscher Meister: 1985, 1986 - Aufstieg in die Oberliga: 1983 - Bayrischer Landesligameister: 1981 - Bayrischer Landesligameister Nord: 1981 | EHC 80 Nürnberg (seit Nürnberg Ice Tigers): - Aufstieg in die Regionalliga (BYL) 2007, 2011 - Bayrischer Landesligameister: 2007, 2011 - Bayrischer Landesligameister Nord: 2005 - Bayerischer Landesliga-Vizemeister Nord: 2003, 2006, 2011 | EHC 80 Nürnberg 1b: - Bayrischer Landesligameister Nord: 1985 - Bayrischer Bezirksligameister Nord: 2014 |

#### Nachwuchs
EHC 80 Nürnberg U15:
- Deutscher Schülermeister: 2019

## Ehemalige Spieler (Auswahl)
| - Martin Müller - Roman Zilka - Reinhard Hussenether - Martin Jiranek | - Dana Johnson - Siggi Pfaffinger - Rudi Kreiner - Reinhold Altmann | - Michael Weinfurter - Paul Geddes - Otto Sýkora - Klaus-Peter Ritter |